# ان‌جی‌سی ۱۳۹
ان‌جی‌سی ۱۳۹ (به انگلیسی: NGC 139) یک کهکشان مارپیچی با قدر ظاهری ۱۵٫۵ است که در صورت فلکی ماهی قرار دارد.